# Serniawy
Serniawy este o arie protejată (sit de importanță comunitară — SCI) din Polonia întinsă pe o suprafață de 38,03 ha, integral pe uscat.

## Localizare
Centrul sitului Serniawy este situat la coordonatele 51°19′48″N 23°21′47″E / 51.3299°N 23.363°E.

## Înființare
Situl Serniawy a fost declarat sit de importanță comunitară în octombrie 2009 pentru a proteja un număr necunoscut de specii din flora spontană și fauna sălbatică aflate în arealul zonei.

## Biodiversitate
Situată în ecoregiunea continentală, aria protejată conține 1 habitat natural: Păduri de stejar și carpen Galio-Carpinetum.
La baza desemnării sitului se află un număr nedeclarat de specii protejate.